# Max Oróbio de Castro
Max Oróbio de Castro   (Amsterdam, 4 d'abril de 1887 - la Haia, 28 de setembre de 1962) va ser un violoncel·lista neerlandès.
Era fill del metge Samuel Oróbio de Castro i d'Esther Henriques de Castro. El violinista Arthur Oróbio de Castro era el seu germà. La família va viure a Frederiksplein durant un temps, ell mateix estava casat amb Johanna Frederique Marian Bernardina Nanninga i Petronella Jacoba Johanna Westerbaan.
Va rebre la seva formació d'Isaac Mossel. Després va continuar estudiant amb Pau Casals durant un temps; va haver d'anar a París per això. Va fer nombroses actuacions en solitari a Alemanya, Anglaterra i Àustria. També va ser violoncel·lista solista durant un temps amb l'antecessor de la Berliner Philharmoniker (1915-1918). També es coneix un concert que va oferir a Viena amb la London Symphony Orchestra dirigida per Landon Ronald. També va ser violoncel·lista principal de la Münchner Philharmoniker durant quatre anys. Cap al 1920 es va establir a La Haia.
Max Oróbio de Castro es va convertir en professor de violoncel al Conservatori d'Amsterdam el 1924, succeint el seu professor Mossel. Willem van Otterloo, Bertus van Lier i Johan de Nobel van ser els seus deixebles entre d'altres. El 1945 es va convertir en professor titular del Conservatori Reial de La Haia; càrrec que va ocupar fins al 1953.
Max Orobio de Castro va actuar dues vegades amb l'Orquestra Concertgebouw. El 2 de desembre de 1928 va tocar el concert per a violoncel en re major (Hob VIIIb2) de Joseph Haydn, dirigit per Pierre Monteux; el 27 de juny de 1938 va ser solista a les variacions rococò de Pyotr Ilitx Txaikovski, dirigit per Eduard van Beinum.

Oróbio de Castro va guanyar fama com a intèrpret de les sis suites de Bach per a violoncel no acompanyat i també va tocar junt amb el pianista Willem Andriessen. Andriessen el va descriure de la següent manera:
| «                    | Un somiador i al mateix temps un hidalgo ardent, bohemi i alhora aristòcrata | » |
| — Willem Andriessen, |                                                                              |   |